# Ignacy Dybała
Ignacy Dybała (ur. 25 stycznia 1926 w Rybniku, zm. 7 września 2016 tamże) – polski piłkarz występujący na pozycji napastnika. Reprezentant Polski.
Był długoletnim piłkarzem Górnika Radlin, występował w jego barwach w pierwszej lidze, Wcześniej grał w Rymerze Rybnik. W reprezentacji Polski wystąpił tylko raz, w rozegranym 14 maja 1950 spotkaniu z Rumunią, które Polska zremisowała 3:3.
Pochowany na cmentarzu parafialnym Matki Boskiej Bolesnej w Rybniku przy ulicy Rudzkiej.